# یواس‌اس موس (۱۸۶۳)
یواس‌اس موس (۱۸۶۳) (به انگلیسی: USS Moose (1863)) یک کشتی بود که طول آن ۱۵۴ فوت ۸ اینچ (۴۷٫۱۴ متر) بود. این کشتی در سال ۱۸۶۳ ساخته شد.